# Haris Mohammed
Haris Mohammed Hassan (arabe : حارس محمد حسن), né le 3 mars 1958 en Irak, est un joueur de football international irakien qui évoluait au poste de milieu de terrain.

## Biographie

### Carrière en club
Haris Mohammed joue en faveur de plusieurs clubs irakiens, notamment Mossoul, Tabala et Al Rasheed.

### Carrière en sélection
Haris Mohammed joue en équipe d'Irak entre 1979 et 1988.
Il dispute un match rentrant dans le cadre des éliminatoires du mondial 1982, et trois rentrant dans le cadre des éliminatoires du mondial 1986, inscrivant un but.
Il figure dans le groupe des sélectionnés lors de la Coupe du monde de 1986. Lors du mondial organisé au Mexique, il joue deux matchs : contre le Paraguay, et la Belgique.

## Palmarès
Talaba
- Championnat d'Irak (2) :
  - Champion : 1980-81 et 1981-82.

- Coupe d'Irak :
  - Finaliste : 1980-81 et 1981-82.